# Lachnus iliciphilus
Lachnus iliciphilus är en insektsart som först beskrevs av Del Guercio 1909. Enligt Catalogue of Life ingår Lachnus iliciphilus i släktet Lachnus och familjen långrörsbladlöss, men enligt Dyntaxa är tillhörigheten istället släktet Lachnus och familjen barkbladlöss. Arten är reproducerande i Sverige. Inga underarter finns listade i Catalogue of Life.